# 3349 Manas
3349 Manas este un asteroid din centura principală, descoperit pe 23 martie 1979, de Nikolai Cernîh.